# Ablak (műsor)
Az Ablak a Magyar Televízió egykori népszerű közéleti szolgáltatóműsora.

## Története

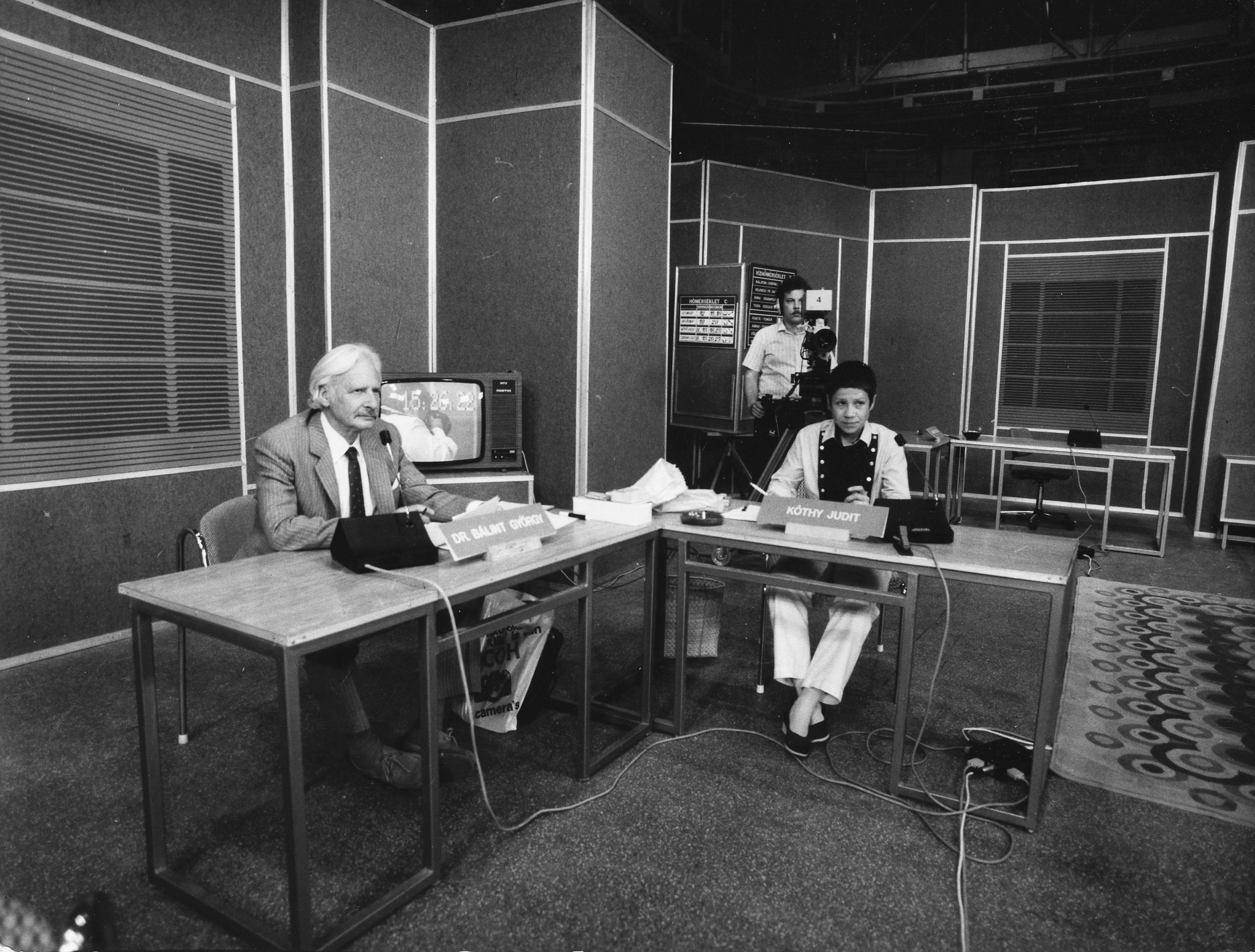
Bálint gazda és Kóthy Judit (1985)

Közel két évtizeden keresztül ültette nézők millióit a tévékészülék elé. 1981. január 23-án indult, s eleinte minden második, 1986-tól minden pénteken jelentkezett. Esetenként az adás az MTV2 csatornán folytatódott. Sikerét kiváló szakemberek garantálták. A műsor Feledy Péter szerint 2000-ben szűnt meg, mivel „az új műsor már csak a nevében hasonlított ikonikus elődjére”. A Magyar Televízió tett még egy kísérletet a műsor felélesztésére, ám Déri János halála, illetve a pótolhatatlan szakembergárda egyre nagyobb hiánya végleg megpecsételte az adás sorsát.
1999 szeptemberétől átkerült a kettes csatornára, ahol szombat délelőttönként láthatták a nézők. 2003 januárjában volt az ezredik adás. 2004-ben megszűnt önálló magazinműsornak lenni és a Napi Mozaik részeként működött tovább 2007-ben péntek délutánonként újraindították a műsort az m1-en, műsorvezetői Dombóvári Gábor, Mohácsi Szilvia és Horváth Szilárd voltak. 2009. december 18-án volt látható az utolsó adása.

## Jegyzetek

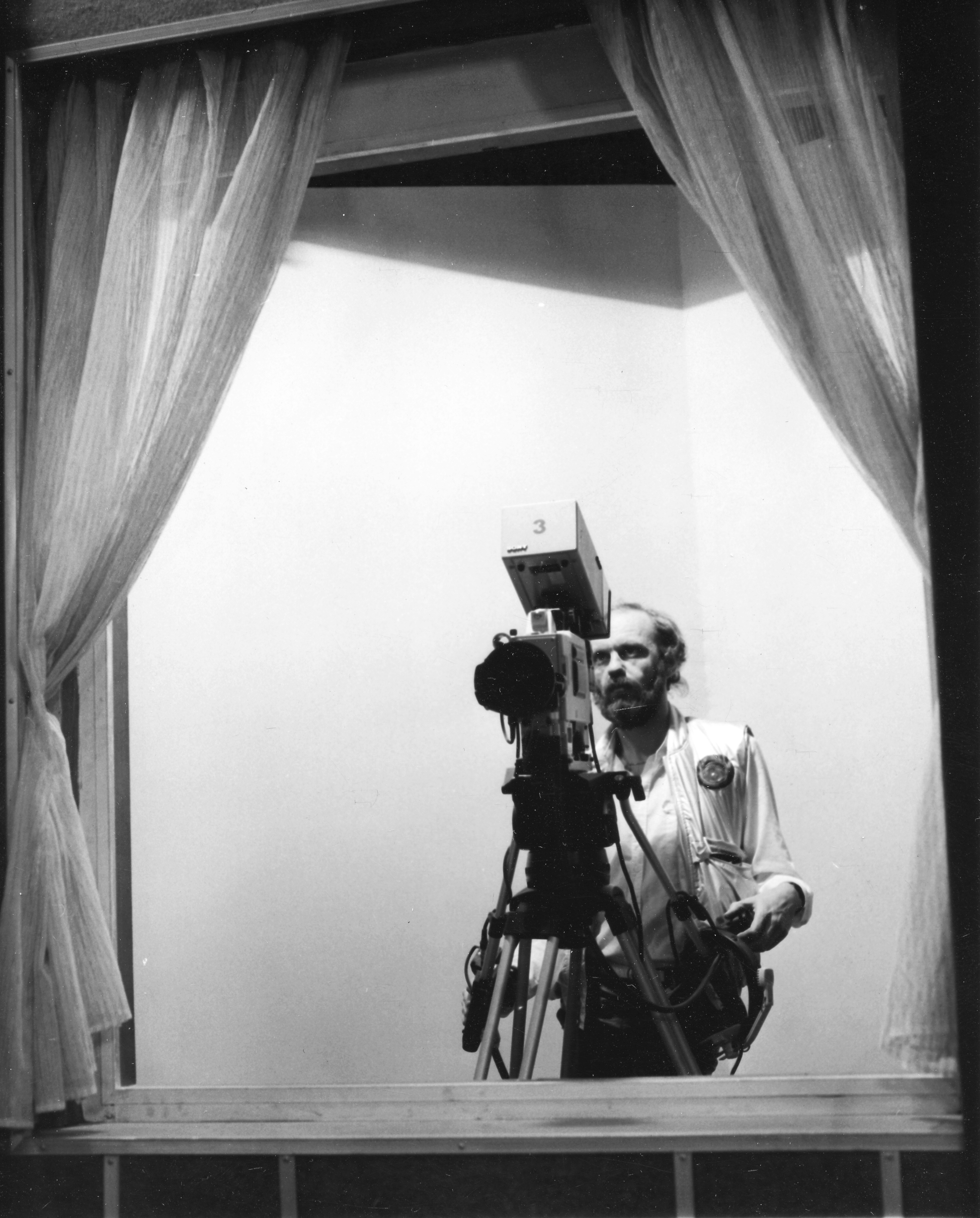
Kalmár András operatőr

## Szerkesztő-műsorvezetői
- Aigner Szilárd
- Balogh Mária
- Bálint György
- Batiz András
- Bay Éva
- Berkes Zsuzsa
- Déri János
- Dombóvári Gábor
- Endrei Judit
- Feledy Péter
- Hortobágyi Éva
- Horvát János
- Király Zoltán
- Kovalik Károly
- Marsi Anikó
- Nagy György
- Nagy Katalin
- Novotny Zoltán
- Papp Endre
- Petress István
- Sárközy Erika
- Török Dénes
- Váczi Szabó Márta
- Wisinger István